# Майданський Костянтин Дмитрович
Костянти́н Дми́трович Майда́нський (псевдо: «Вадим», «Євшан», «Мирон», «Юрась») (4 жовтня 1923, с. Рогізна, тепер у складі м. Чернівці — †8 березня 1948, с. Мамаївці, Чернівецька область) – провідник Садгірського районного проводу ОУН. 

## Життєпис

керівник Кіцманського районного проводу «Остап» (Василь Кантемір), референт СБ Заставнівського районного проводу «Макар» (Паращук Василь) та керівник Садгірського районного проводу «Юрась» (Костянтин Майданський)

Член ОУН з 1940 року. Заарештований румунськими жандармами у 1943 р. та військовим трибуналом засуджений на 5 років тюремного ув'язнення і етапований до Румунії. Звільнений 24 березня 1944 р. через наступ Червоної армії. Повернувся на Буковину.
Вояк боївки «Чорноти», провідник Садгірського районного проводу ОУН (1944), референт СБ Чернівецького повітового, після реорганізації — Заставнянського («Запрутського») надрайонного проводу ОУН (1945—1946), провідник Садгірського районного проводу ОУН (1947-03.1948). 
Загинув у сутичці з опергрупою Кіцманського РВ УМДБ.